# マリーエ・シューマン
マーリエ・シューマン（Marie Schumann, 1841年9月1日 - 1929年11月14日）は、ロベルト・シューマンとクララ・シューマンの長女。クララの死後音楽教師となった人物。

## 生涯
1841年9月1日、ザクセン王国のライプツィヒにて生まれる。　
1844年1月、両親がロシアに演奏旅行に出かけるため、妹のエリーゼと共に親戚に預けられる。同年12月にはドレスデンに引っ越した。
1846年11月、両親と妹（エリーゼ）の4人でオーストリアのウィーンなどへ演奏旅行に出発。翌年6月に弟エミールが生後6カ月出死亡し、1848年1月に2番目の弟ルートヴィヒが生まれ、幸せに暮らしていたが、1849年5月にドレスデンで革命が起き、一家はマクセンに避難した。2か月後に3番目の弟フェルディナントが生まれる。
1850年9月、父ロベルトがデュッセルドルフの市の音楽監督に選ばれたため一家でデュッセルドルフに引っ越す。
1853年頃、作曲家のヨハネス・ブラームスがシューマン家に来るようになる。ロベルトはブラームスとすぐに親しくなるが、翌年ロベルトはライン川で自殺を図る。ロベルトがライン川に飛び込むまでの自殺未遂のいきさつは、当時12歳のマーリエの証言が元になっている。
マーリエは父ロベルトの死後、母クララとはクララが亡くなるまで一緒に暮らしたが、クララは自分のために娘の人生を犠牲にしてしまったことに罪悪感を抱いていたという。
1863年5月、バーデン＝バーデンの家にクララと共に引っ越す。
1896年5月20日、クララ死去。翌年にはブラームスも亡くなり、マーリエはブラームスの葬儀に参列している。
マーリエはクララの死後、スイスのインターラーケンに移り住み、同地で死去した。マ－リエは生涯独身だった。　　　　

## 逸話
- マーリエとブラームスとの間で、次のエピソードが残されている。

- ブラームスがシューマン家におじゃましたとき、朝方マーリエの三妹オイゲーニエとブラームスがお喋りしているところにマーリエがこう言った。｢ブラームスさん、ちゃんと練習しないと演奏会で弾けませんよ。｣　こう言われたブラームスはしぶしぶとピアノの練習を始めたという。

- 責任感が強く、明るく穏やかで優しい性格だったという。